# Pont-aqueduc de Colombes
Le pont-aqueduc de Colombes, plus simplement appelé pont Aqueduc, est un pont routier enjambant la Seine en aval de Paris, entre les départements des Hauts-de-Seine et du Val-d'Oise.
Il s'agit d'un pont métallique en arc qui permet de prolonger la route départementale 106 depuis Colombes, localement appelée rue Paul-Bert, dans les Hauts-de-Seine pour rejoindre la rue Ambroise-Thomas à Argenteuil dans le Val-d'Oise, en franchissant en hauteur le quai de Bezons.
Le pont-aqueduc de Colombes est un ouvrage d'art à double fonction. Outre la route, il porte aussi dans son tablier quatre conduites mesurant 1,10 m de diamètre qui font franchir la Seine à l'émissaire général, ouvrage d'évacuation des eaux des égouts de Paris vers la station d'épuration des eaux d'Achères.

## Historique
Lorsque, sous le Second Empire, le préfet de la Seine Georges Eugène Haussmann décide la création à Paris d'un réseau d'égouts rationnel, son débouché est fixé en Seine entre les ponts d'Asnières et de Clichy, ce qui sera réalisé à partir de 1861 par l'ouverture du collecteur d'Asnières. Les eaux restituées ne faisant alors l'objet d'aucun traitement, il s'en est immédiatement suivi une importante pollution du fleuve et de ses rivages, considérable à Clichy et Asnières et dont les effets se faisaient sentir jusqu'à Mantes.
Les protestations des villes touchées furent importantes et déterminèrent à trouver rapidement des solutions. Les ingénieurs de l'assainissement (MM. Mille et Durand-Claye) décidèrent alors, sur un exemple venu de Londres, de tenter l'épandage agricole comme moyen de traitement biologique des eaux d'égouts. L'épandage consiste à arroser des cultures avec des effluents qui apportent l'eau et l'engrais naturel quand les terres agricoles filtrent l'eau de retour au milieu naturel qui en traversent l'épaisseur. Une expérience fut rapidement tentée à Clichy et, compte tenu des résultats encourageants obtenus, fut réalisée en grand dans la plaine de Gennevilliers.
L'augmentation de la population du bassin et l'urbanisation rapide de la banlieue obligèrent vite à trouver de plus vastes terrains d'épandage dans la grande banlieue qui était encore à cette époque à vocation agricole.
C'est ainsi que fut choisie la plaine d'Achères (loi de 1889). Pour y conduire les eaux souillées de la capitale, un long aqueduc souterrain a été creusé depuis Clichy jusqu'à Herblay, en face d'Achères et qui franchit la Seine à Colombes par le pont-aqueduc après que les eaux y aient été mises en pression par l'usine élévatrice des eaux de Colombes (bâtiment classé) située à son origine afin de leur faire franchir le seuil d'Argenteuil, à l'altitude de +40 m, d'où elles s'écoulent par gravitation vers Achères.
Le pont-aqueduc et l'usine ont été achevés en 1895. En juin 1940, une arche a été volontairement dynamitée par des unités du génie pour ralentir l'invasion allemande puis rétablie entre 1941 et 1943. En août 1944, ce sont les troupes allemandes qui faisaient sauter l'arche centrale pour protéger leur fuite. Cette arche a été reconstruite entre 1949 et 1953.

Galerie de photographies
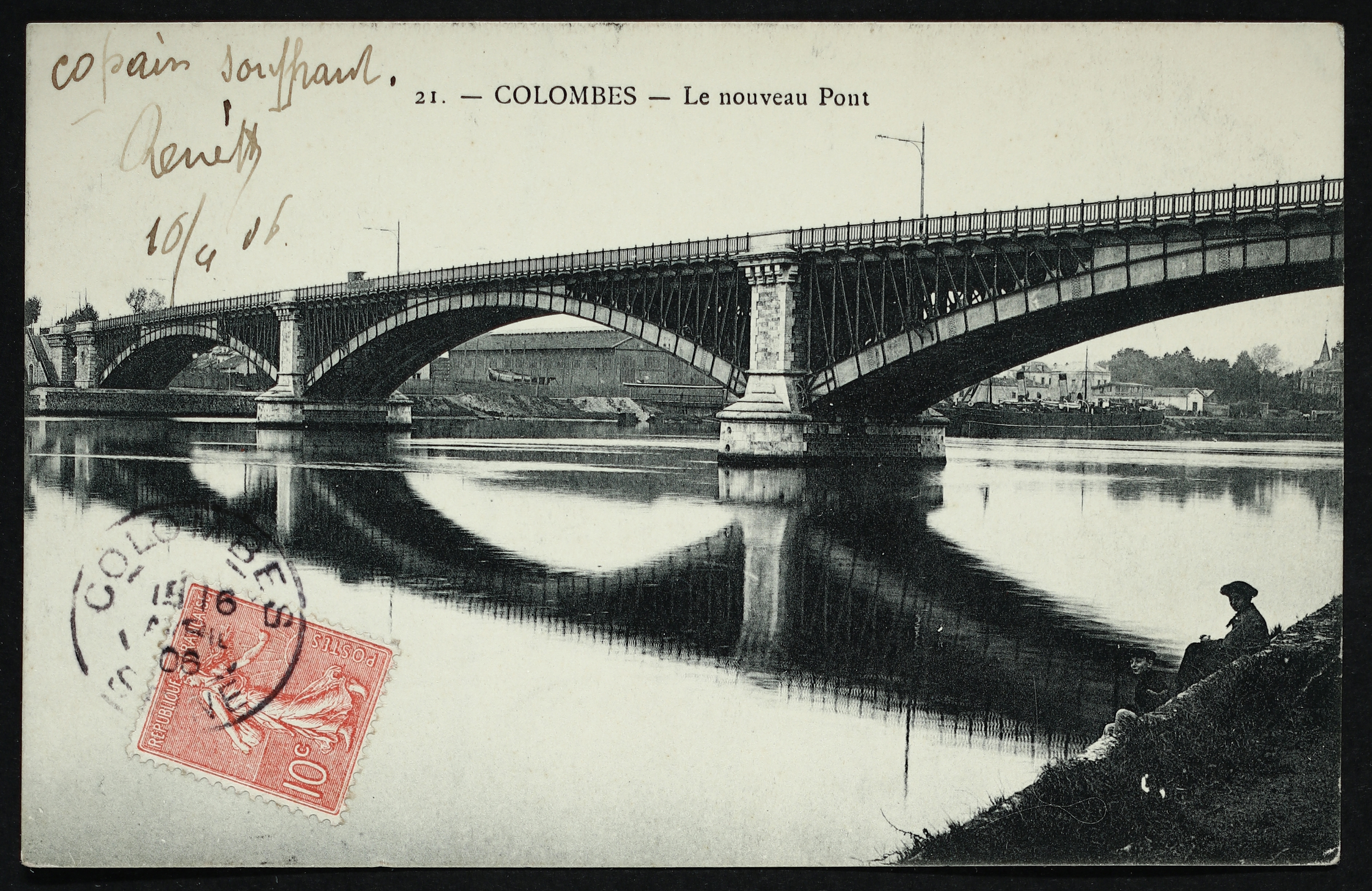
Carte postale du pont-aqueduc, dans les années 1900.
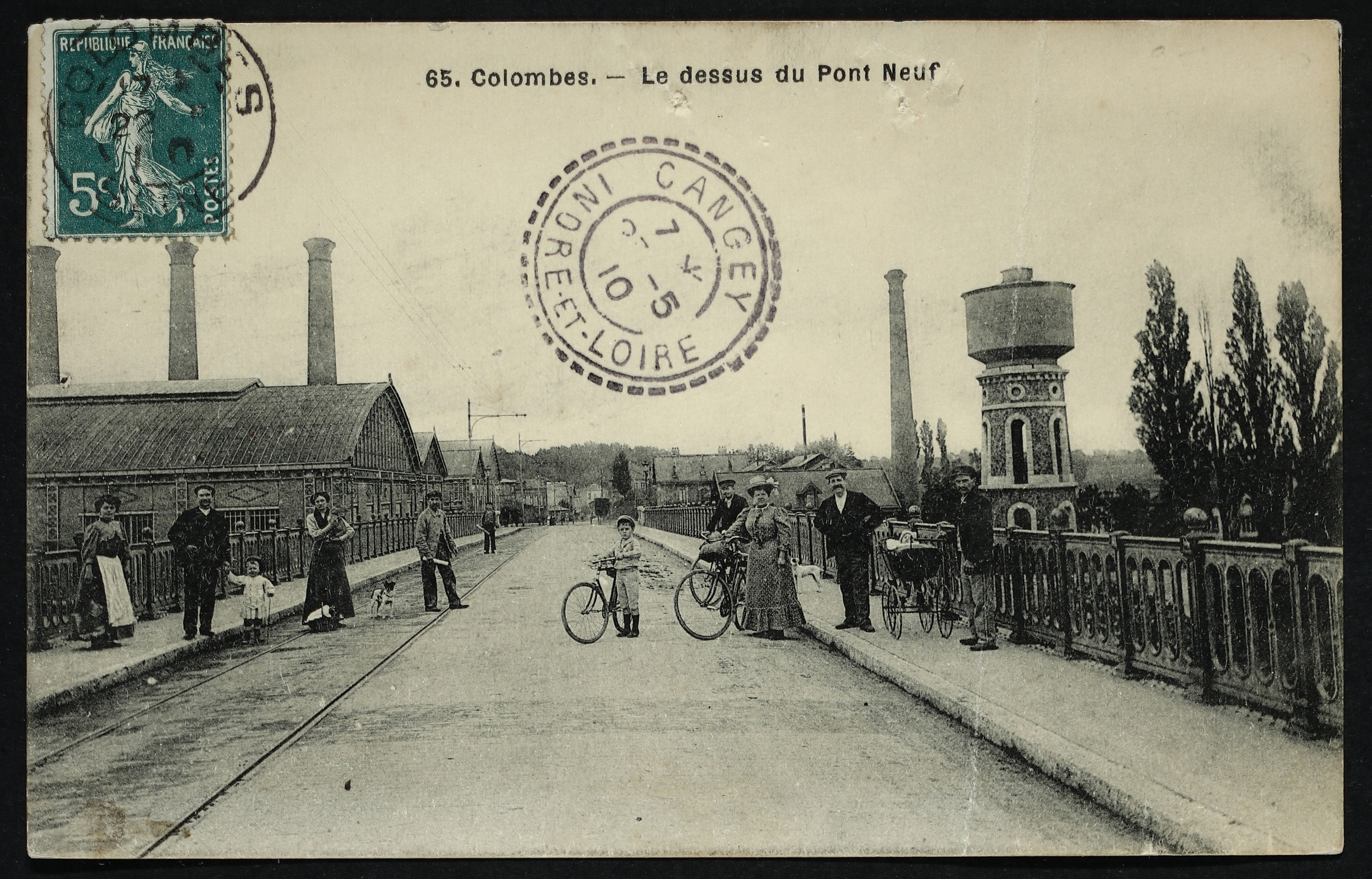
Carte postale expédiée en 1910.
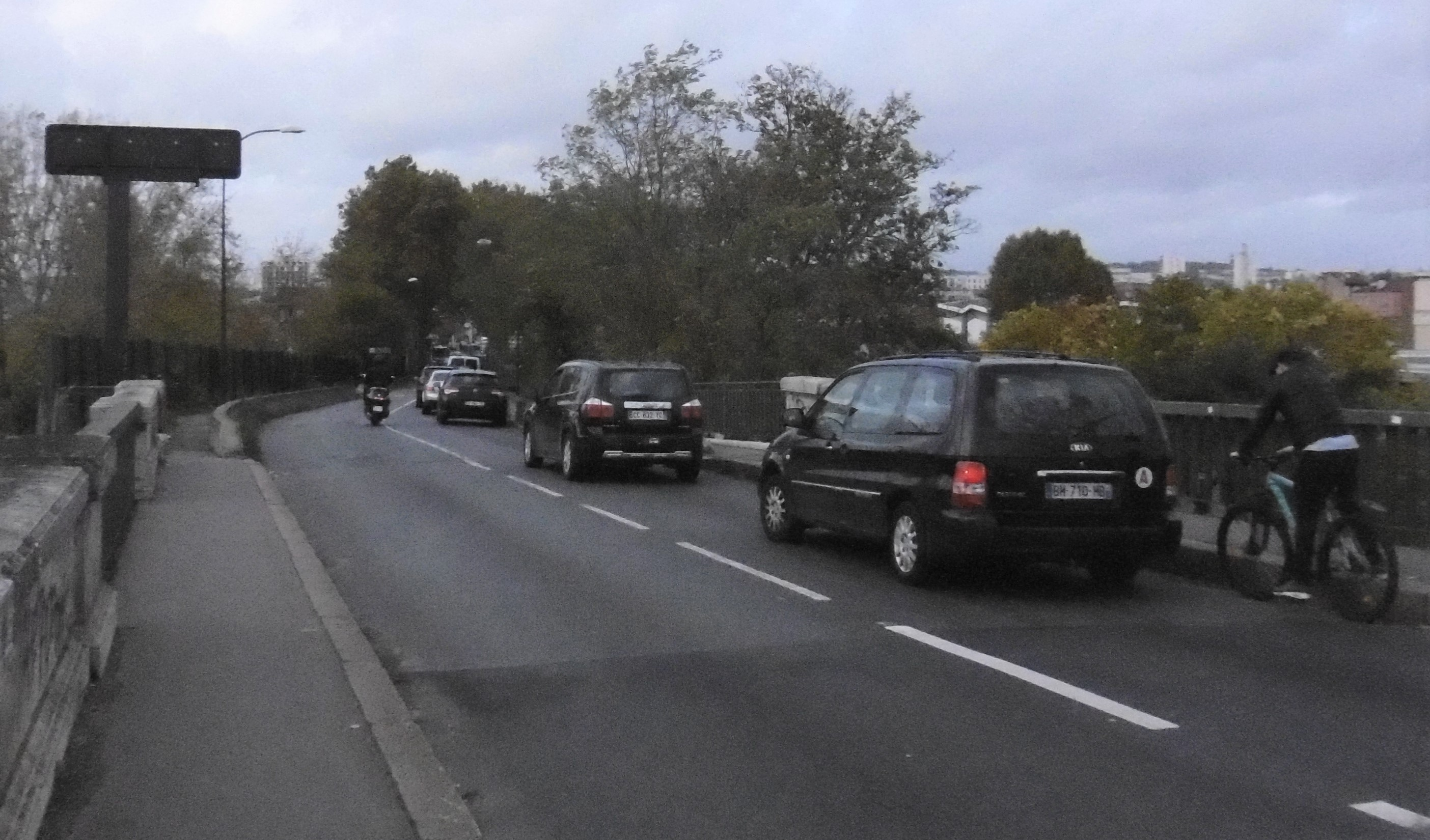
Le pont en 2019.